# Касерес, Адриан
Клаудио Адриан Касерес (англ. Claudio Adrian Cáceres; род. 10 января 1982, Буэнос-Айрес, Аргентина) — австрало—аргентинский футболист, полузащитник. Трижды чемпион Австралии в составе клубов «Перт Глори» и «Мельбурн Виктори».

## Биография
Касерес приехал в Австралию из Аргентины со своей семьей в раннем детстве и сначала жил в Дарвине, а затем в Перте. Там он начинал играть в молодежной команде «Перт», за основную команду которой он позже выступал в Премьер-лиге Западной Австралии с 1999 по 2000 годы. В первой половине 2000 года Касерес попадал в поле зрения австралийских грандов «Перт Глори» и «Маркони Сталлионс», Однако в августе 2000 года Касерес перешел в английский клуб «Саутгемптон» за 25 000 фунтов стерлингов.
В «Саутгемптоне» Касерес выступал только за резервную команду и даже месячная аренда клуб третьего дивизиона «Брентфорд» осенью 2001 года ничего не изменила. Его контракт с «Саутгемптоном» был расторгнут досрочно в марте 2002 года, он перёшел в «Халл Сити», однако и там контракт был расторгнут досрочно после четырех матчей.
После двух лет выступления в Англии он решил вернуться в Австралию в середине 2002 года и перёшел в клуб Национальной футбольной лиги «Перт Глори». Команда, в которую входили два лучших на тот момент нападающих Дамиан Мори и Бобби Деспотовски, была доминирующей командой на национальном уровне и выиграла Национальную футбольную лигу как в 2003, так и в 2004 году. Касерес не смог выйти за рамки игрока замены и не смог сравняться с Брэдом Хасселлом в позиции левого полузащитника. За два года он сыграл в стартовом составе всего восемь матчей чемпионата, включая финал чемпионата 2004 года, последний матч в истории Национальной футбольной лиги.
Как и многие другие австралийские игроки, после закрытия Национальной футбольной лиги, Касерес покинул Австралию в середине 2004 года и снова отправился в Англию. И «Йовил Таун», и «Оксфорд Юнайтед» выразили заинтересованность в услугах Адриана, в итоге Касерес выбрал «Йовил» и подписал контракт на один год. В начале сезона был основным игроком, но после подписания контракта с латвийским полузащитником Андреем Штолцерсом выходил на поле только в качестве запасного. Так в конце февраля 2005 года его контракт был окончательно расторгнут по обоюдному согласию. В то время как «Йовил» перёшел в Первую футбольную лигу в качестве чемпиона, Касерес за это время успел выступить в составе двух клубов, он провел месяц в Олдершот Таун в Национальной конференции и во Второй лиге в клубе «Уиком Уондерерс». Там он выступал на позиции нападающего, а в конце сезона, не получив предложения о новом контракте от «Уикома», он вернулся в свой бывший клуб «Перт Глори».
Первоначально Касерес был подписан «Перт Глори» для участия в дебютном сезоне А-Лиги, созданной как преемник Национальной футбольной лиги, только после травмы Нила Теггарта в июле 2005 года Касерес был подписал контракт в качестве временной замены, но после расторжения контракта с Теггартом, с Адрианом был подписан постоянный контракт. Касерес забил первый гол «Перт Глори» в А-лиге, но все же не смог стать футболистом основной обоймы и провел только семь из своих 18 матчей в стартовом составе. Команда тем временем не смогла перенести доминирование времен Национальной футбольной лиги в А-лигу и едва не пропустила участие в плей-офф, заняв пятое место в турнирной таблице.
В феврале 2006 года «Мельбурн Виктори» объявил о подписании контракта с Касересом на сезон 2006/07, где он должен был закрыть позицию левого полузащитника. Адриан также не смог закрепиться в основном составе «Мельбурн Виктори» под руководством тренера Эрни Меррика. В течение двух сезонов за «Мельбурн Виктори» он играл в стартовом составе более половины матчей, но в большинстве случаев был первым кандидатом на замену. Даже в финале сезона 2006/07, когда «Аделаида Юнайтед» проиграла со счетом 6: 0, а Касерес выиграл свой третий чемпионский титул в Австралии, ему дали сыграть всего один час. Когда действующий чемпион, «Мельбурн Виктори» не смог квалифицироваться в плей-офф в следующем сезоне, Касерес не стал продлевать контракт с клубом, а договорился о двухлетнем контракте с клубом-конкурентом «Сентрал Кост Маринерс».
Как постоянный игрок «Сентрал Кост Маринерс» он дошел до плей-офф в сезоне 2008/09, но уже в полуфинале проиграл «Квинсленд Роар». Когда он не попал в заявку на участие в первом туре следующего сезона, клуб и игрок договорились о расторжении контракта. После его перехода в новозеландский клуб «Веллингтон Феникс» Касерес стал первым игроком, выступившим за четыре разных клуба А-Лиги. В «Веллингтон Феникс» он снова в основном регулярно выходил на замену. В плей-офф, в который «Веллингтон Феникс» впервые прошел квалификацию, он смог сыграть только в первом матче против своего бывшего клуба «Перт Глори». Затем он улетел к своей жене в Аргентину, чтобы присутствовать при рождении своего ребенка. После того, как в конце сезона контракт с «Веллингтон Феникс» не был продлен, он подписал контракт с клубом «Инглвуд Юнайтед», которому грозит вылет из Премьер-лиги Западной Австралии. В начале 2011 года он играл за «Хейделберг Юнайтед» в Премьер-лиге штата Виктория, но через несколько месяцев уехал в Индонезию в клуб «Реал Матарам». В феврале 2012 года присоединился к тайскому клубу «Чианграй Юнайтед», но на поле так и не появился.

## Достижения

### Клубные
- Чемпион Национальной футбольной лиги: (2002/03, 2003/04)
- Чемпион А-Лиги: (2006/07)
- Победитель регулярного чемпионата А-Лиги: (2006/07)
- Чемпион Второй Лиги Англии: (2004/05)

## Личная жизнь
18 марта 2019 года он был приговорен к 18 месяцам тюремного заключения после того, как его признали виновным в торговле метамфетамином.